# Olympische Jugend-Winterspiele 2012/Teilnehmer (Niederlande)
| Gelbes Symbol für Goldmedaillen mit stilisierten Olympischen Ringen | Graues Symbol für Silbermedaillen mit stilisierten Olympischen Ringen | Braundes Symbol für Bronzemedaillen mit stilisierten Olympischen Ringen |
| ------------------------------------------------------------------- | --------------------------------------------------------------------- | ----------------------------------------------------------------------- |
| 4                                                                   | 1                                                                     | 2                                                                       |

Die Niederlande nahmen an den Olympischen Jugend-Winterspielen 2012 in Innsbruck mit 18 Athleten in acht Sportarten teil.

## Sportarten

### Bob
| Athleten                            | Wettbewerb | Durchgang 1 | Durchgang 2 | Gesamt      | Gesamt |
| Athleten                            | Wettbewerb | Zeit        | Zeit        | Zeit        | Rang   |
| ----------------------------------- | ---------- | ----------- | ----------- | ----------- | ------ |
| Mädchen                             |            |             |             |             |        |
| Marije van Huigenbosch Sanne Dekker | Zweierbob  | 56,04 s     | 55,58 s     | 1:51,62 min | Gold   |
| Kimberley Bos Mandy Groot           | Zweierbob  | 55,95 s     | 56,20 s     | 1:52,15 min | Bronze |

### Eishockey
| Athleten        | Wettbewerb       | Qualifikation | Qualifikation | Finale | Finale |
| Athleten        | Wettbewerb       | Punkte        | Rang          | Punkte | Rang   |
| --------------- | ---------------- | ------------- | ------------- | ------ | ------ |
| Jungen          |                  |               |               |        |        |
| Guus Simons     | Skills-Challenge | 14            | 6             | 12     | 8      |
| Mädchen         |                  |               |               |        |        |
| Julie Zwarthoed | Skills-Challenge | 35            | 1             | 22     | Gold   |

### Eisschnelllauf
| Athleten           | Wettbewerb  | Durchgang 1 | Durchgang 2 | Gesamt      | Gesamt     |
| Athleten           | Wettbewerb  | Zeit        | Zeit        | Zeit        | Rang       |
| ------------------ | ----------- | ----------- | ----------- | ----------- | ---------- |
| Jungen             |             |             |             |             |            |
| Bastijn Boele      | 1500 m      |             |             | 2:02,28 min | 5          |
| Bastijn Boele      | 3000 m      |             |             | 4:21,02 min | 8          |
| Bastijn Boele      | Massenstart |             |             | 7:14,69 min | 10         |
| Peter Lenderink    | 1500 m      |             |             | 2:04,04 min | 11         |
| Peter Lenderink    | 3000 m      |             |             | 4:14,93 min | 4          |
| Peter Lenderink    | Massenstart |             |             | 8:21,82 min | 21         |
| Mädchen            |             |             |             |             |            |
| Suzanne Schulting  | 500 m       | 43,96 s     | 43,76 s     | 87,72 s     | 4          |
| Suzanne Schulting  | 1500 m      |             |             | 2:25,78 min | 16         |
| Suzanne Schulting  | Massenstart |             |             | Überrundet  | Überrundet |
| Sanneke de Neeling | 1500 m      |             |             | 2:09,54 min | Silber     |
| Sanneke de Neeling | 3000 m      |             |             | 4:37,33 min | Gold       |
| Sanneke de Neeling | Massenstart |             |             | 6:01,06 min | Gold       |

### Shorttrack
| Athleten         | Wettbewerb | Viertelfinale | Viertelfinale | Halbfinale         | Halbfinale         | Finale             | Finale |
| Athleten         | Wettbewerb | Zeit          | Rang          | Zeit               | Rang               | Zeit               | Rang   |
| ---------------- | ---------- | ------------- | ------------- | ------------------ | ------------------ | ------------------ | ------ |
| Jungen           |            |               |               |                    |                    |                    |        |
| Josse Antonissen | 500 m      | 48,738 s      | 2             | 1:00,507 min       | 5                  | 47,314 s           | 7      |
| Josse Antonissen | 1000 m     | DNF           | DNF           | nicht qualifiziert | nicht qualifiziert | nicht qualifiziert | 16     |
| Mädchen          |            |               |               |                    |                    |                    |        |
| Aafke Soet       | 500 m      | 47,770 s      | 2             | 46,980 s           | 3                  | 48,362 s           | 6      |
| Aafke Soet       | 1000 m     | 1:38,302 min  | 3             | 1:45,165 min       | 3                  | 1:40,885 min       | 12     |

### Skeleton
| Athleten        | Durchgang 1 | Durchgang 2 | Gesamt      | Gesamt |
| Athleten        | Zeit        | Zeit        | Zeit        | Rang   |
| --------------- | ----------- | ----------- | ----------- | ------ |
| Mädchen         |             |             |             |        |
| Astrid Ekelmans | -           | 1:01,68 min | 1:01,68 min | 13     |

### Ski Alpin
| Athleten          | Wettbewerb   | Durchgang 1 | Durchgang 2        | Gesamt             | Gesamt             |
| Athleten          | Wettbewerb   | Zeit        | Zeit               | Zeit               | Rang               |
| ----------------- | ------------ | ----------- | ------------------ | ------------------ | ------------------ |
| Mädchen           |              |             |                    |                    |                    |
| Adriana Jelinkova | Super-G      |             |                    | 1:07,22 min        | 13                 |
| Adriana Jelinkova | Riesenslalom | 58,34 s     | 58,63 s            | 1:56,97 min        | 6                  |
| Adriana Jelinkova | Slalom       | DNF         | nicht qualifiziert | nicht qualifiziert | nicht qualifiziert |
| Adriana Jelinkova | Kombination  | 1:05,54 min | 36,67 s            | 1:42,21 min        | Bronze             |

### Skispringen
| Athleten             | Wettbewerb    | Erste Runde | Erste Runde | Finale | Finale | Gesamt | Gesamt |
| Athleten             | Wettbewerb    | Weite       | Punkte      | Weite  | Punkte | Punkte | Rang   |
| -------------------- | ------------- | ----------- | ----------- | ------ | ------ | ------ | ------ |
| Jungen               |               |             |             |        |        |        |        |
| Oldrik van der Aalst | Normalschanze | 65,5 m      | 103,0       | 68,5 m | 112,2  | 215,2  | 11     |

### Snowboard

#### Halfpipe
| Athleten    | Wettbewerb | Qualifikation | Qualifikation | Qualifikation | Halbfinale   | Halbfinale   | Halbfinale | Finale       | Finale       | Finale |
| Athleten    | Wettbewerb | Durchgang 1   | Durchgang 2   | Rang          | Durchgang 1  | Durchgang 2  | Rang       | Durchgang 1  | Durchgang 2  | Rang   |
| ----------- | ---------- | ------------- | ------------- | ------------- | ------------ | ------------ | ---------- | ------------ | ------------ | ------ |
| Jungen      |            |               |               |               |              |              |            |              |              |        |
| Sean Taylor | Halfpipe   | 34,25 Punkte  | 60,50 Punkte  | 7             | 47,00 Punkte | 67,00 Punkte | 6          | 49,25 Punkte | 39,00 Punkte | 11     |

#### Slopestyle
| Athleten         | Wettbewerb | Qualifikation | Qualifikation | Qualifikation | Finale       | Finale       | Finale |
| Athleten         | Wettbewerb | Durchgang 1   | Durchgang 2   | Rang          | Durchgang 1  | Durchgang 2  | Rang   |
| ---------------- | ---------- | ------------- | ------------- | ------------- | ------------ | ------------ | ------ |
| Jungen           |            |               |               |               |              |              |        |
| Jesse Augustinus | Slopestyle | 38,50 Punkte  | 61,25 Punkte  | 9             | 24,00 Punkte | 28,25 Punkte | 18     |